# Leichtathletik-Weltmeisterschaften 2017/200 m der Männer

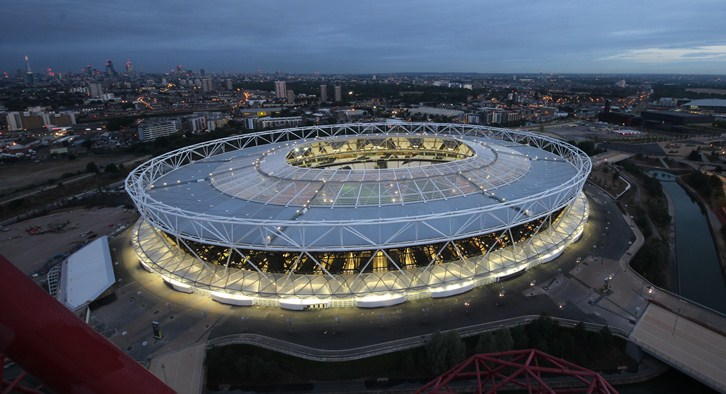
Das Olympiastadion London im Jahr 2017

Der 200-Meter-Lauf der Männer wurde bei den Leichtathletik-Weltmeisterschaften 2017 vom 7. bis 10. August 2017 im Olympiastadion der britischen Hauptstadt London ausgetragen.
Weltmeister wurde der türkische Vizeeuropameister von 2016 Ramil Guliyev.

Er gewann vor dem südafrikanischen Afrikameister von 2016 Wayde van Niekerk, der seine größeren Erfolge als aktueller Olympiasieger, Weltmeister von 2015 und Vizeafrikameister von 2014 auf der 400-Meter-Strecke hatte. Auch hier in London hatte er zwei Tage zuvor das Rennen über 400 Meter für sich entschieden. Darüber hinaus war er mit der 4-mal-100-Meter-Staffel seines Landes im Vorjahr Afrikameister geworden.

Bronze ging an Jereem Richards aus Trinidad und Tobago, der am Schlusstag als Mitglied der 4-mal-400-Meter-Staffel seines Landes Weltmeister wurde.

## Bestehende Rekorde
| Weltrekord               | Usain Bolt | 19,19 s | WM in Berlin, Deutschland | 20. August 2009 |
| Weltmeisterschaftsrekord | Usain Bolt | 19,19 s | WM in Berlin, Deutschland | 20. August 2009 |

Der bestehende WM-Rekord wurde bei diesen Weltmeisterschaften nicht eingestellt und nicht verbessert.

## Vorläufe
Aus den sieben Vorläufen und einem achten Sondervorlauf qualifizierten sich die jeweils drei Ersten jedes Laufes – hellblau unterlegt – und zusätzlich die drei Zeitschnellsten – hellgrün unterlegt – für das Halbfinale.
Der Sprinter Isaac Makwala aus Botswana wurde aufgrund einer Gastroenteritis-Quarantäne von den Vorläufen über 200 Meter sowie dem Finale des 400-Meter-Laufs durch die IAAF ausgeschlossen. Seine Quarantäne lief am 9. August um 14 Uhr Ortszeit ab – dem Tag der Halbfinalläufe über 200 Meter. Nach einer schriftlichen Bitte der botswanischen Delegation wurde Makwala die Gelegenheit geboten, sich in einem gesonderten Vorlaufrennen für das Halbfinale zu qualifizieren. Die von ihm dafür zu unterbietende Zeit betrug 20,53 s. Makwala erzielte auf der regennassen Tartanbahn 20,20 s und durfte daraufhin am Halbfinale teilnehmen. Nach dem Erfolg machte er sieben Liegestütze und salutierte gen Publikum.

### Vorlauf 1

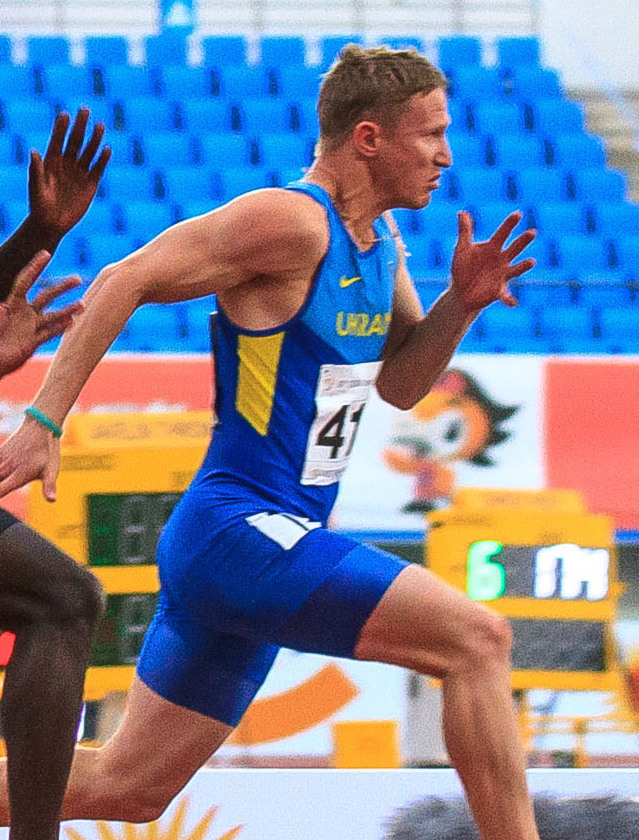
Serhiy Smelyk, 2014 EM-Dritter – ausgeschieden als Vierter in 20,58 s
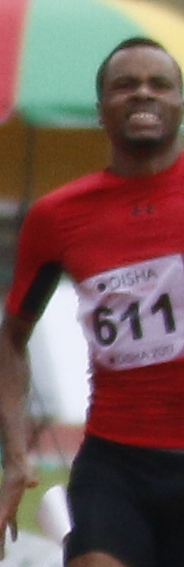
Mohamed Obaid al-Saadi – ausgeschieden als Siebter in 21,50 s

7. August 2017, 18:30 Uhr (19:30 Uhr MESZ)

Wind: −0,5 m/s
| Platz | Bahn | Name                   | Land      | Zeit (s) |
| ----- | ---- | ---------------------- | --------- | -------- |
| 1     | 6    | Yohan Blake            | Jamaika   | 20,39    |
| 2     | 6    | Abdul Hakim Sani Brown | Japan     | 20,52    |
| 3     | 7    | Alex Wilson            | Schweiz   | 20,54    |
| 4     | 3    | Serhij Smelyk          | Ukraine   | 20,58    |
| 5     | 2    | Teray Smith            | Bahamas   | 20,77    |
| 6     | 5    | Bernardo Baloyes       | Kolumbien | 20,86    |
| 7     | 4    | Mohamed Obaid al-Saadi | Oman      | 21,50    |

### Vorlauf 2

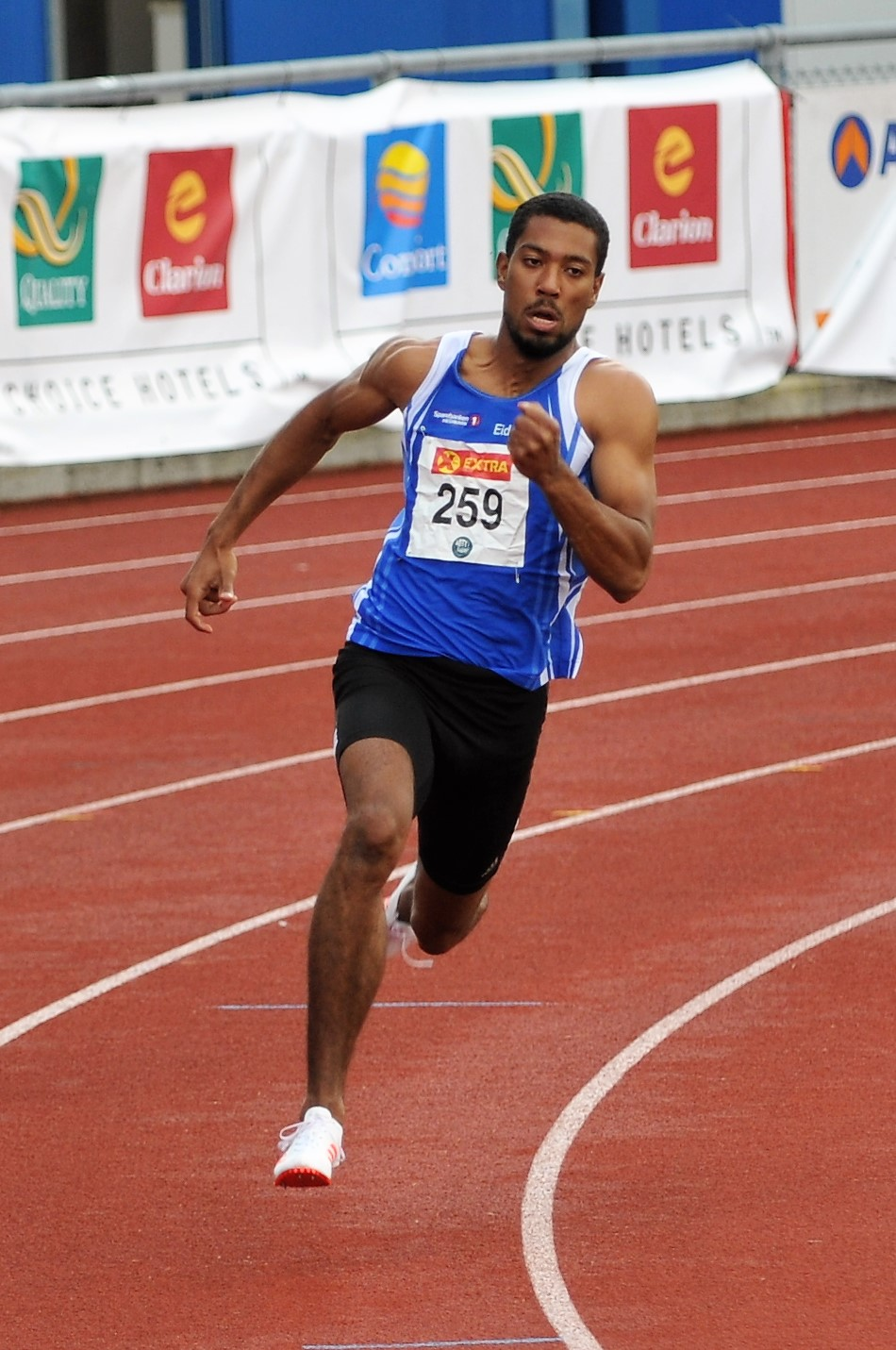
Jonathan Quarcoo – ausgeschieden als Vierter in 20,60 s

7. August 2017, 18:38 Uhr (19:38 Uhr MESZ)

Wind: −0,6 m/s
| Platz | Bahn | Name                  | Land                    | Zeit (s) |
| ----- | ---- | --------------------- | ----------------------- | -------- |
| 1     | 2    | Jereem Richards       | Trinidad und Tobago     | 20,05    |
| 2     | 7    | Kyree King            | USA                     | 20,42    |
| 3     | 8    | Rasheed Dwyer         | Jamaika                 | 20,49    |
| 4     | 6    | Jonathan Quarcoo      | Norwegen                | 20,60    |
| 5     | 4    | Jeffrey John          | Frankreich              | 20,66    |
| 6     | 5    | Mark Odhiambo         | Kenia                   | 20,74    |
| 7     | 3    | Ifeanyichukwu Otuonye | Turks- und Caicosinseln | 21,91    |

### Vorlauf 3
7. August 2017, 18:46 Uhr (19:46 Uhr MESZ)

Wind: +0,3 m/s
| Platz | Bahn | Name                    | Land           | Zeit (s) |
| ----- | ---- | ----------------------- | -------------- | -------- |
| 1     | 7    | Wayde van Niekerk       | Südafrika      | 20,16    |
| 2     | 8    | Daniel Talbot           | Großbritannien | 20,16 PB |
| 3     | 8    | Ján Volko               | Slowakei       | 20,52    |
| 4     | 3    | Alonso Edward           | Panama         | 20,61 SB |
| 5     | 4    | Sibusiso Matsenjwa      | Swasiland      | 20,67    |
| 6     | 2    | Aldemir da Silva Júnior | Brasilien      | 20,82    |
| 7     | 6    | Burkheart Ellis         | Barbados       | 20,99    |

Im dritten Vorlauf ausgeschiedene Sprinter:

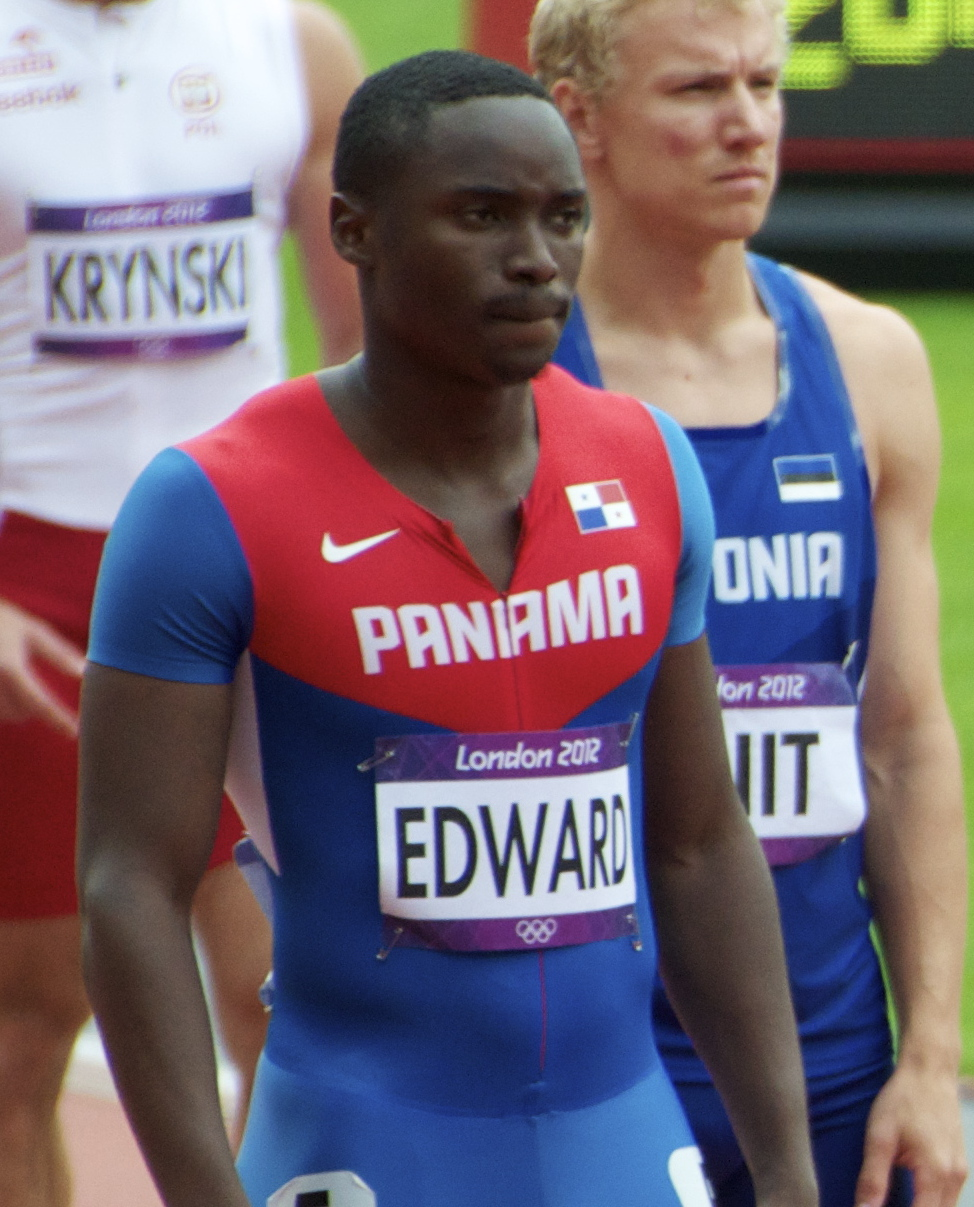
Alonso Edward Rang vier in 20,61 s
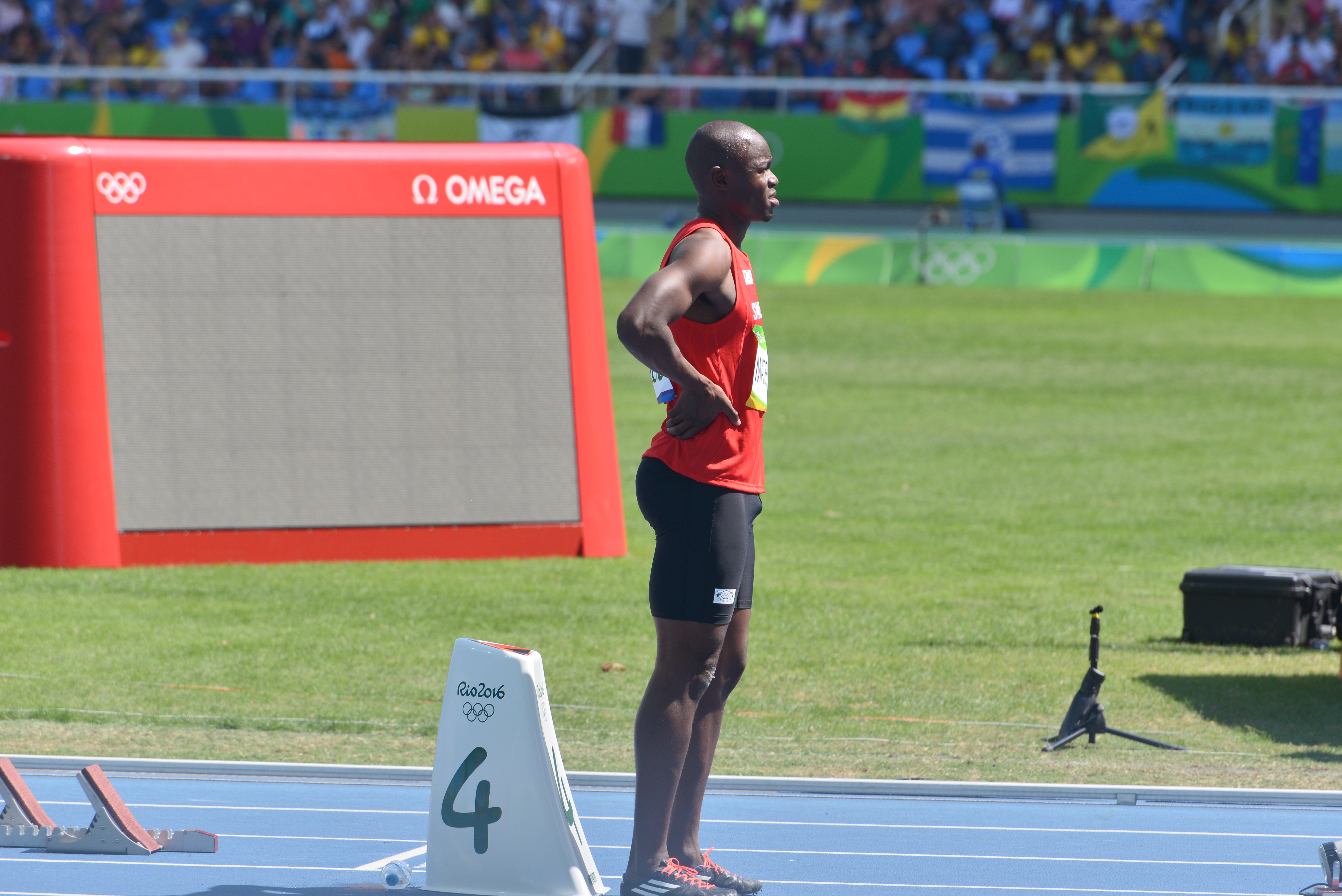
Sibusiso Matsenjwa Rang fünf in 20,67 s
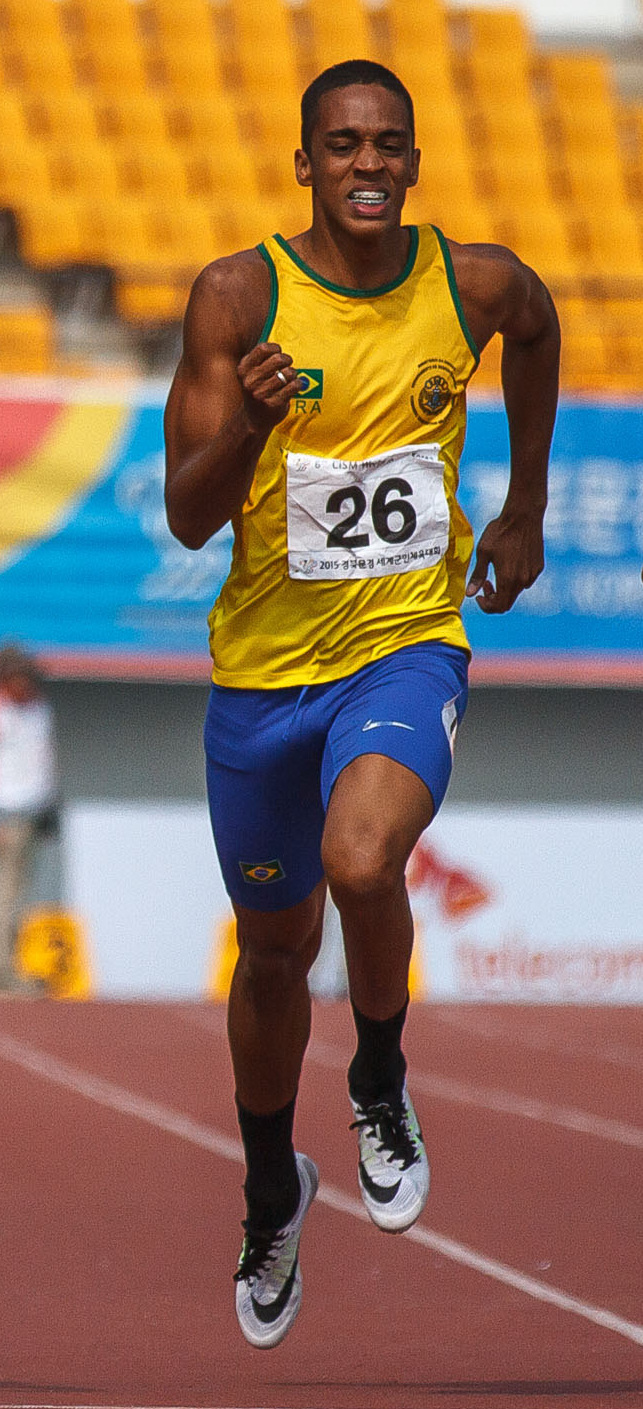
Aldemir da Silva Júnior Rang sechs in 20,82 s
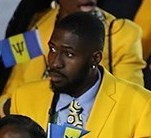
Burkheart Ellis Rang sieben in 20,99 s

### Vorlauf 4

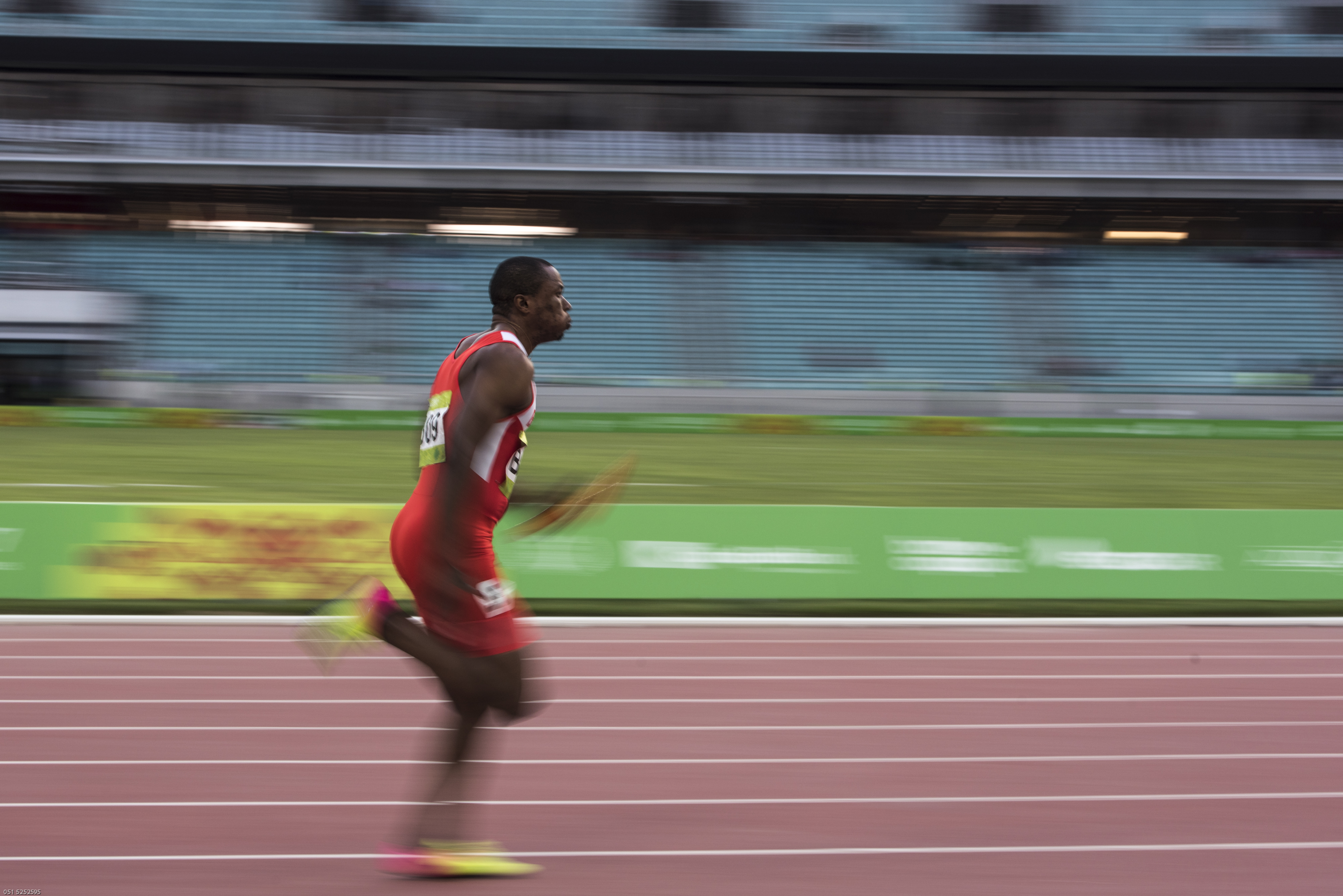
Salem Eid Yaqoob – ausgeschieden als Sechster in 20,84 s

7. August 2017, 18:54 Uhr (19:54 Uhr MESZ)

Wind: +0,7 m/s
| Platz | Bahn | Name                | Land                         | Zeit (s)                          |
| ----- | ---- | ------------------- | ---------------------------- | --------------------------------- |
| 1     | 5    | Ramil Guliyev       | Türkei                       | 20,16                             |
| 2     | 2    | Ameer Webb          | USA                          | 20,22                             |
| 3     | 4    | Christophe Lemaitre | Frankreich                   | 20,40                             |
| 4     | 7    | Wilfried Koffi Hua  | Elfenbeinküste               | 20,49                             |
| 5     | 3    | David Lima          | Portugal                     | 20,54                             |
| 6     | 8    | Salem Eid Yaqoob    | Bahrain                      | 20,84                             |
| 7     | 6    | Kabongo Mulumba     | Demokratische Republik Kongo | 23,57 SB                          |
| DSQ   | 9    | Paul Nalau          | Vanuatu                      | IAAF Rule 163.3a – Bahnübertreten |

### Vorlauf 5
7. August 2017, 19:02 Uhr (20:02 Uhr MESZ)

Wind: −0,6 m/s
| Platz | Bahn | Name          | Land                | Zeit (s)                                     |
| ----- | ---- | ------------- | ------------------- | -------------------------------------------- |
| 1     | 3    | Sydney Siame  | Sambia              | 20,29 NR                                     |
| 2     | 6    | Kyle Greaux   | Trinidad und Tobago | 20,48                                        |
| 3     | 4    | Filippo Tortu | Italien             | 20,59                                        |
| 4     | 8    | Warren Weir   | Jamaika             | 20,60                                        |
| 5     | 2    | Adama Jammeh  | Gambia              | 20,79                                        |
| 6     | 5    | Jeremy Dodson | Samoa               | 20,81                                        |
| DNS   | 7    | Isaac Makwala | Botswana            | Startverbot wegen Gastroenteritis-Quarantäne |

Im fünften Vorlauf ausgeschiedene Sprinter:

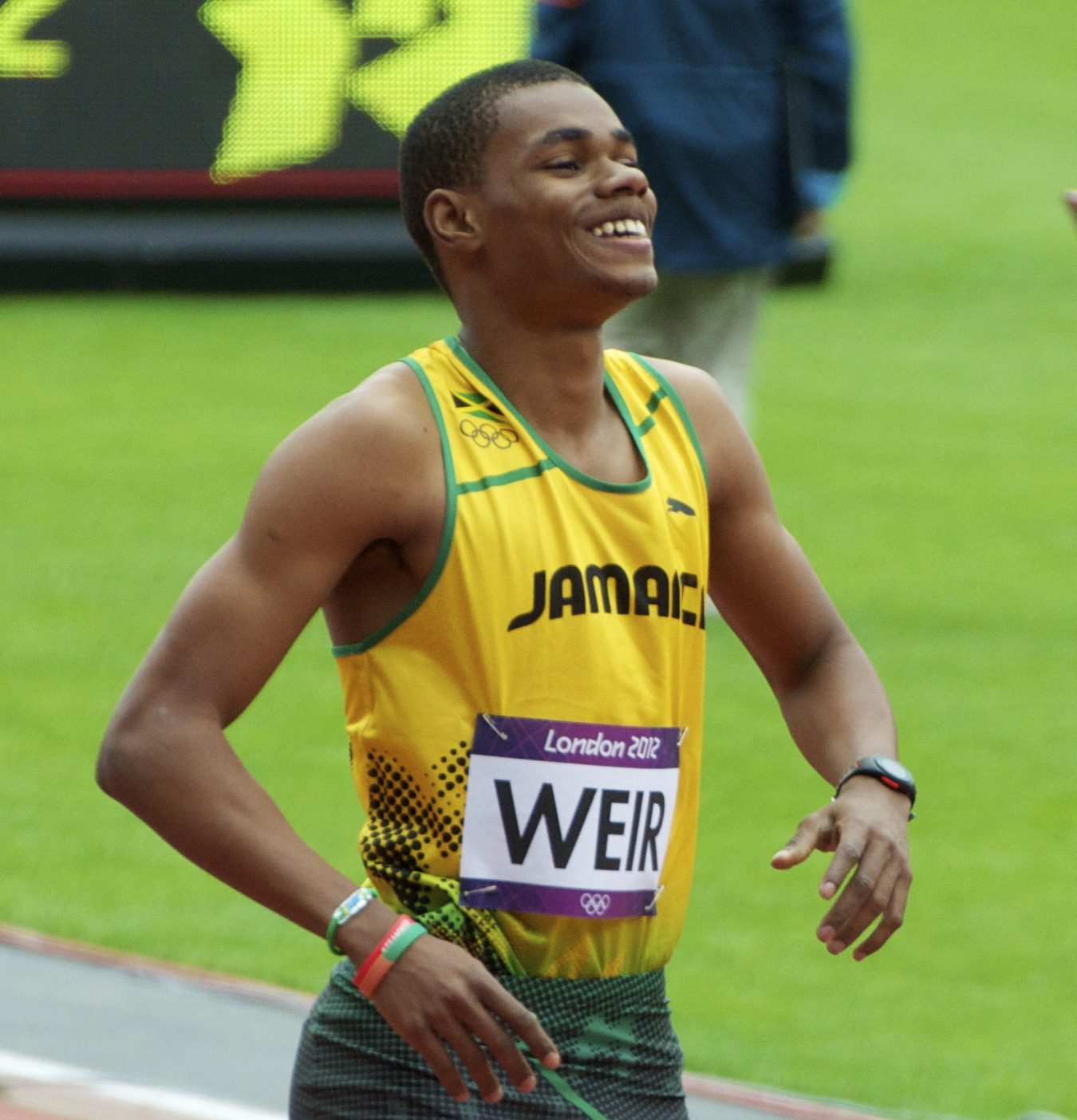
Warren Weir, 2013 Vizeweltmeister Rang vier in 20,60 s
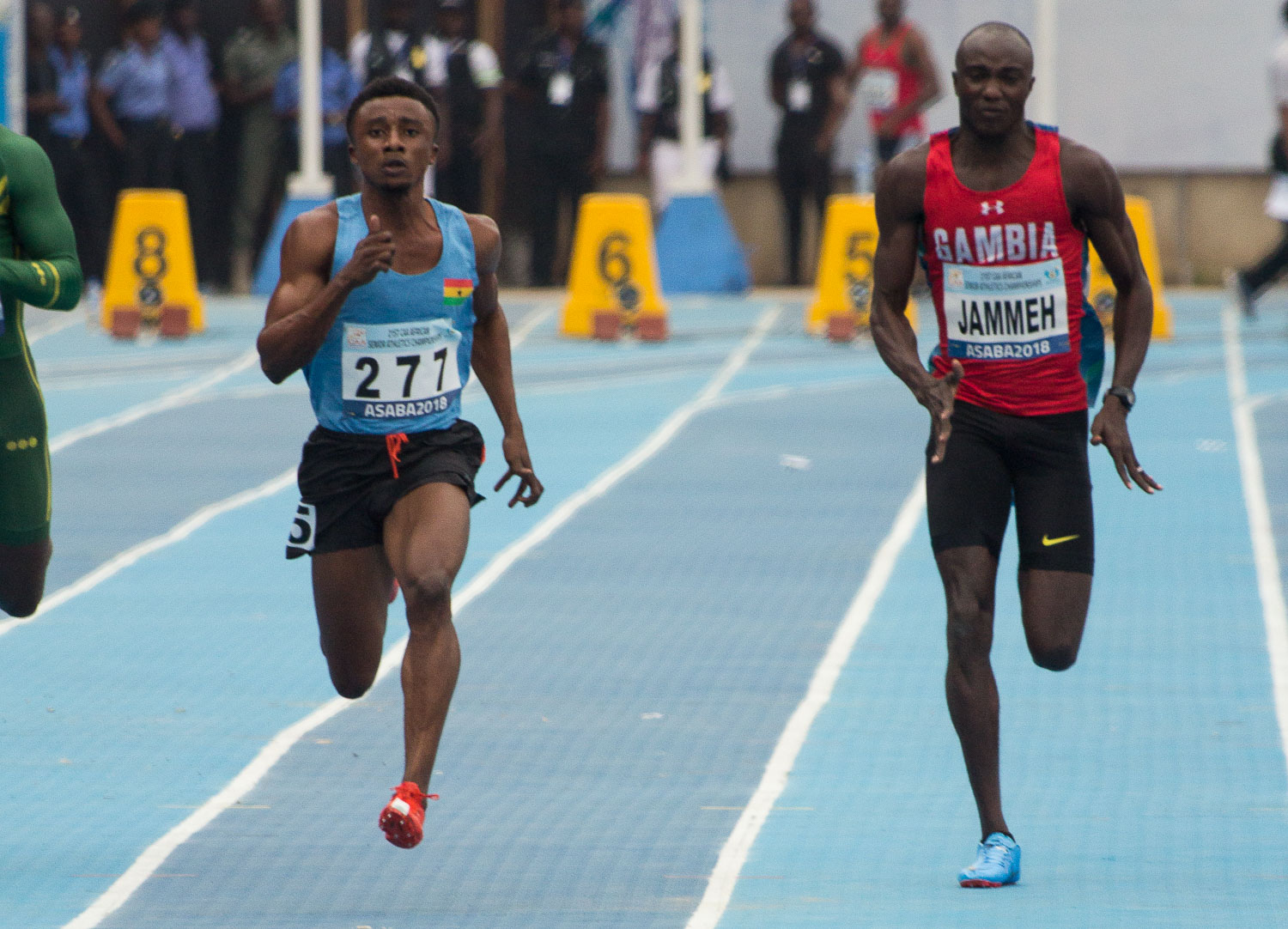
Adama Jammeh (rechts) Rang fünf in 20,79 s
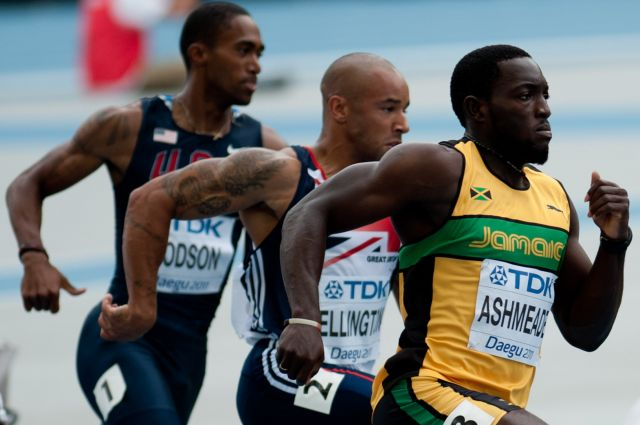
Jeremy Dodson (ganz links) Rang sechs in 20,81 s

### Vorlauf 6

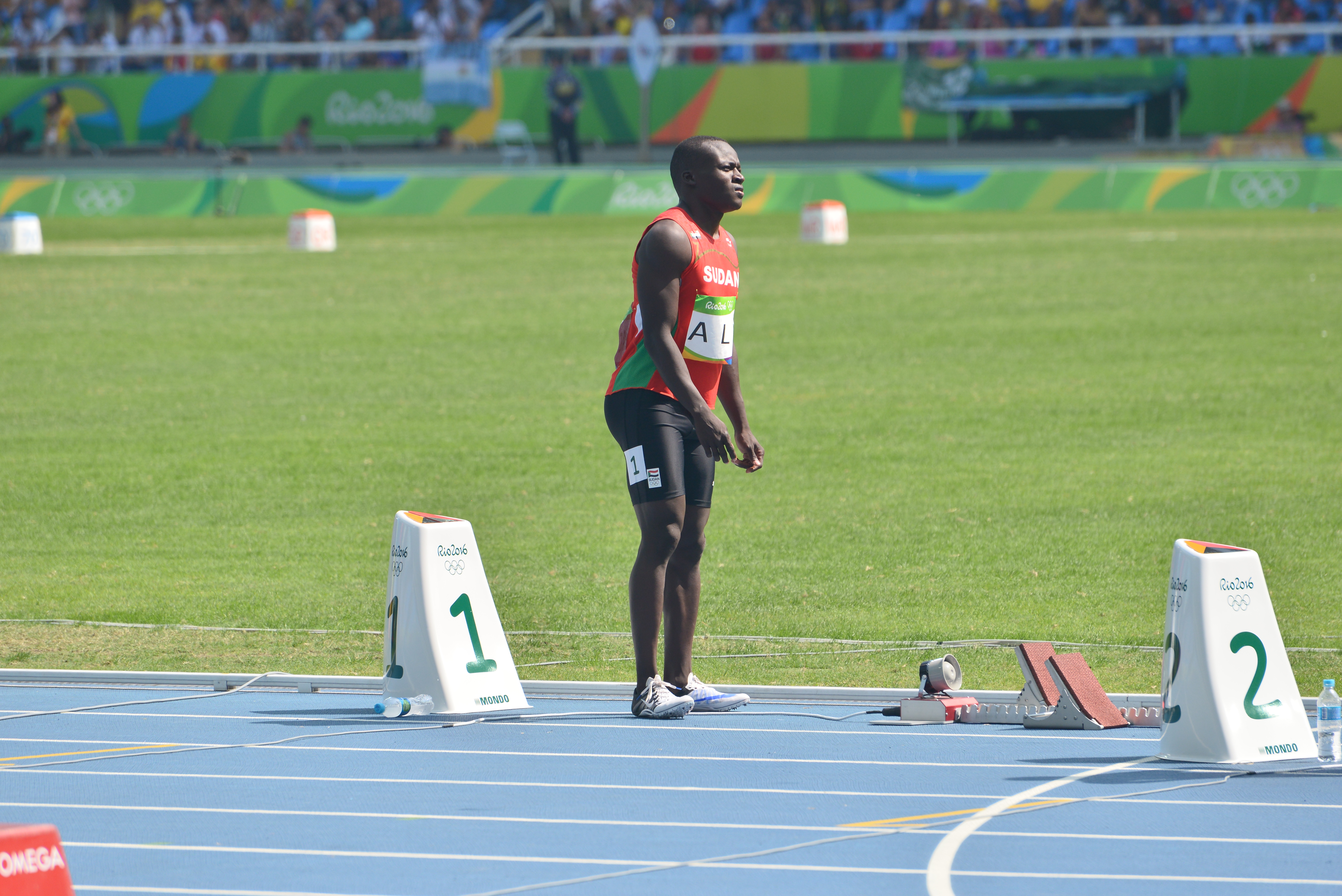
Ahmed Ali – ausgeschieden als Fünfter in 20,64 s

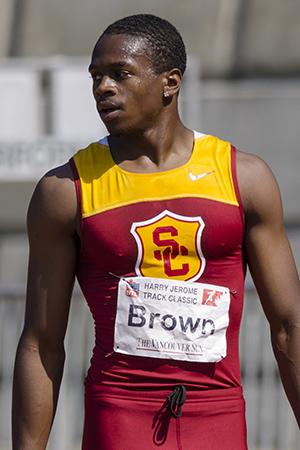
Aaron Brown – disqualifiziert wegen Fehlstarts

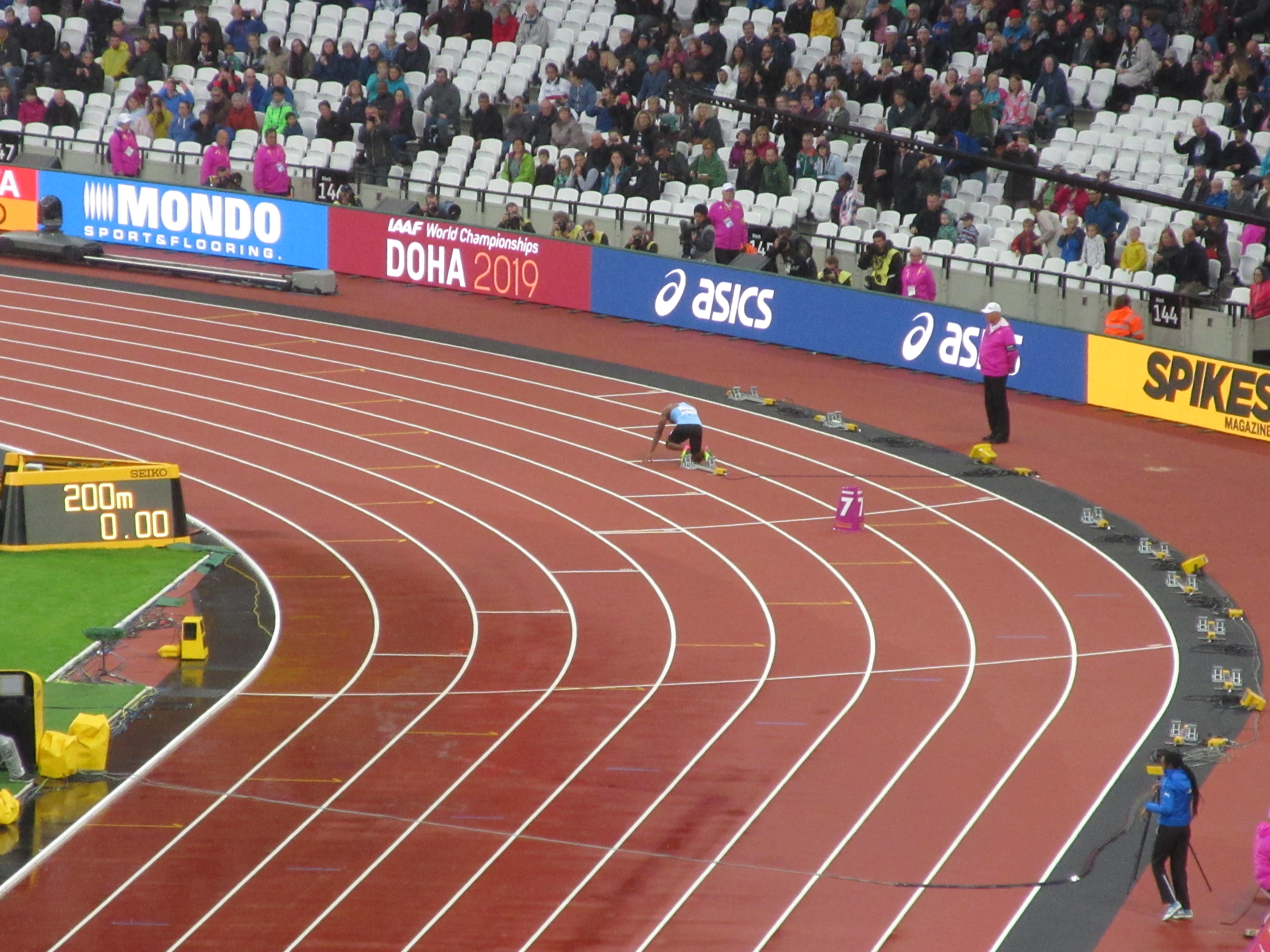
Der erfolgreiche Sololauf des Isaac Makwala

7. August 2017, 19:10 Uhr (20:10 Uhr MESZ)

Wind: +0,6 m/s
| Platz | Bahn | Name                        | Land           | Zeit (s) |
| ----- | ---- | --------------------------- | -------------- | -------- |
| 1     | 8    | Isiah Young                 | USA            | 20,19    |
| 2     | 7    | Akani Simbine               | Südafrika      | 20,26    |
| 3     | 4    | Lykourgos-Stefanos Tsakonas | Griechenland   | 20,37    |
| 4     | 5    | Zharnel Hughes              | Großbritannien | 20,43    |
| 5     | 3    | Ahmed Ali                   | Sudan          | 20,64    |
| 6     | 2    | Joseph Millar               | Neuseeland     | 20,97    |
| 7     | 5    | Fabrice Dabla               | Togo           | 21,40    |

### Vorlauf 7
7. August 2017, 19:18 Uhr (20:18 Uhr MESZ)

Wind: +0,7 m/s
| Platz | Bahn | Name                        | Land           | Zeit (s)                          |
| ----- | ---- | --------------------------- | -------------- | --------------------------------- |
| 1     | 4    | Nethaneel Mitchell-Blake    | Großbritannien | 20,08                             |
| 2     | 3    | Shōta Iizuka                | Japan          | 20,58                             |
| 3     | 7    | Winston George              | Guyana         | 20,61                             |
| 4     | 2    | Muhd Noor Firdaus Ar Rasyid | Brunei         | 22,36                             |
| DSQ   | 5    | Aaron Brown                 | Kanada         | IAAF Rule 163.3a – Bahnübertreten |
| DSQ   | 6    | Clarence Munyai             | Südafrika      | IAAF Rule 163.3a – Bahnübertreten |
| DNS   | 8    | Julius Morris               | Montserrat     |                                   |

### Sondervorlauf
9. August 2017, 18:40 Uhr (19:40 Uhr MESZ)

Wind: +1,4 m/s
| Platz | Bahn | Name          | Land     | Zeit (s) |
| ----- | ---- | ------------- | -------- | -------- |
| 1     | 7    | Isaac Makwala | Botswana | 20,20    |

## Halbfinale
Aus den drei Halbfinalläufen qualifizierten sich die beiden Ersten jedes Laufes – hellblau unterlegt – und zusätzlich die beiden Zeitschnellsten – hellgrün unterlegt – für das Finale.
Aufgrund des Sonderstartrechts für Isaac Makwala, das er sich erlaufen hatte, waren in den Vorläufen 25 Teilnehmer anstelle der eigentlich vorgesehenen 24 am Start. So gab es in einem der Halbfinalrennen, dem ersten, neun statt acht Teilnehmer.

### Lauf 1
9. August 2017, 20:55 Uhr (21:55 Uhr MESZ)

Wind: +2,1 m/s
| Platz | Bahn | Name                     | Land                | Zeit (s) |
| ----- | ---- | ------------------------ | ------------------- | -------- |
| 1     | 7    | Isiah Young              | USA                 | 20,12    |
| 2     | 1    | Isaac Makwala            | Botswana            | 20,14    |
| 3     | 5    | Nethaneel Mitchell-Blake | Großbritannien      | 20,19    |
| 4     | 6    | David Lima               | Portugal            | 20,56    |
| 5     | 8    | Shōta Iizuka             | Japan               | 20,62    |
| 6     | 3    | Filippo Tortu            | Italien             | 20,62    |
| 7     | 4    | Akani Simbine            | Südafrika           | 20,62    |
| 8     | 6    | Kyle Greaux              | Trinidad und Tobago | 20,65    |
| 9     | 9    | Rasheed Dwyer            | Jamaika             | 20,69    |

Im ersten Halbfinale ausgeschiedene Sprinter:

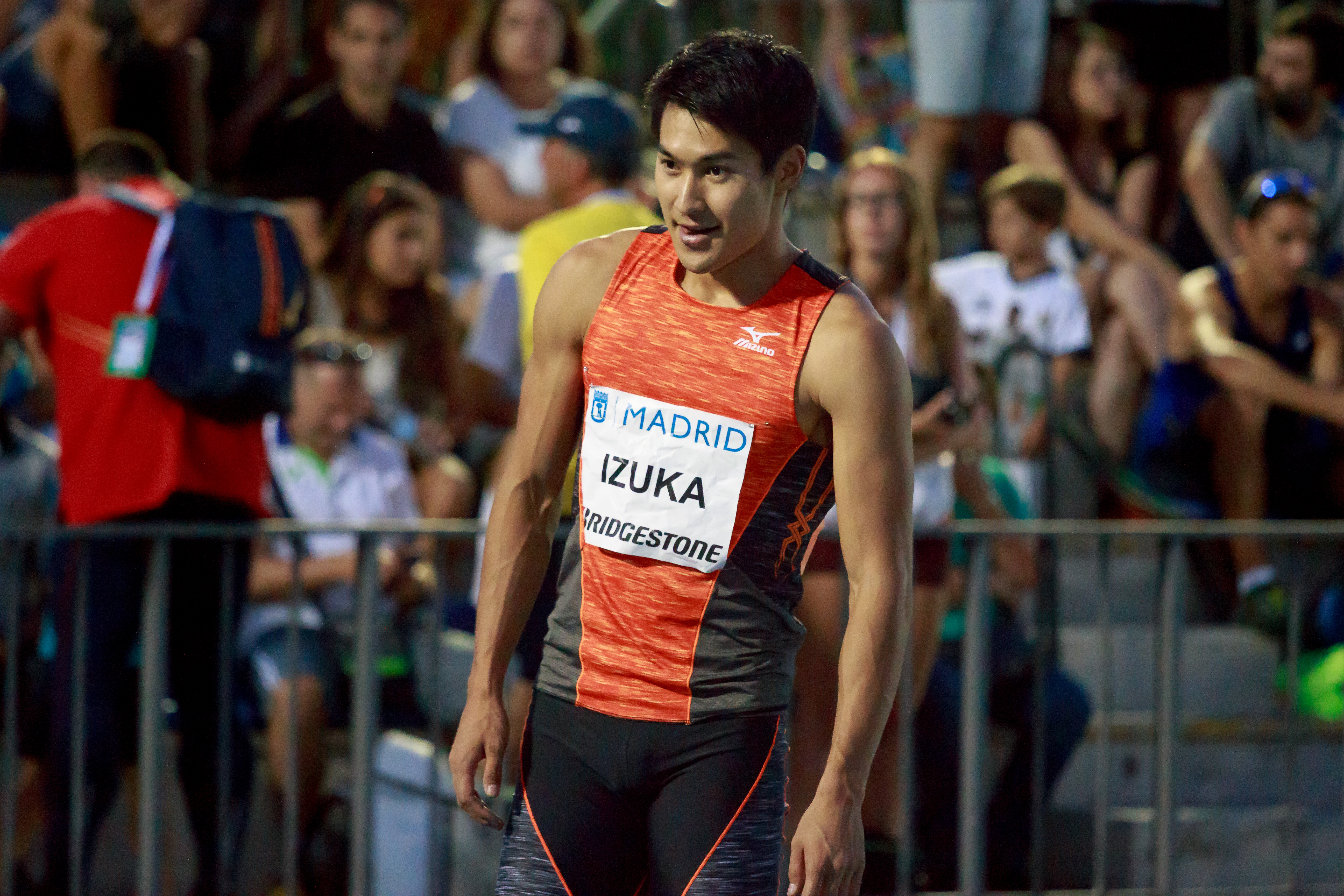
Shōta Iizuka Rang fünf in 20,62 s
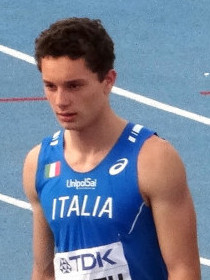
Filippo Tortu Rang sechs in 20,62 s
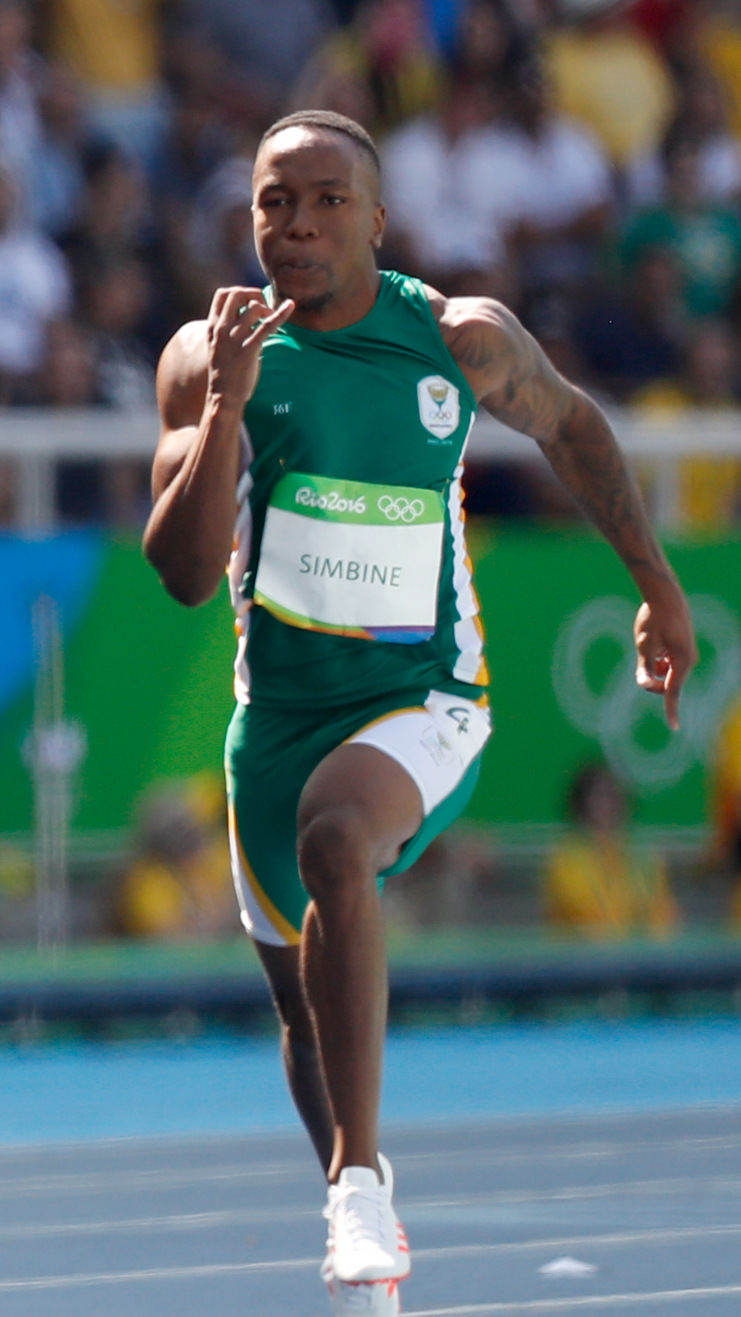
Akani Simbine Rang sieben in 20,62 s
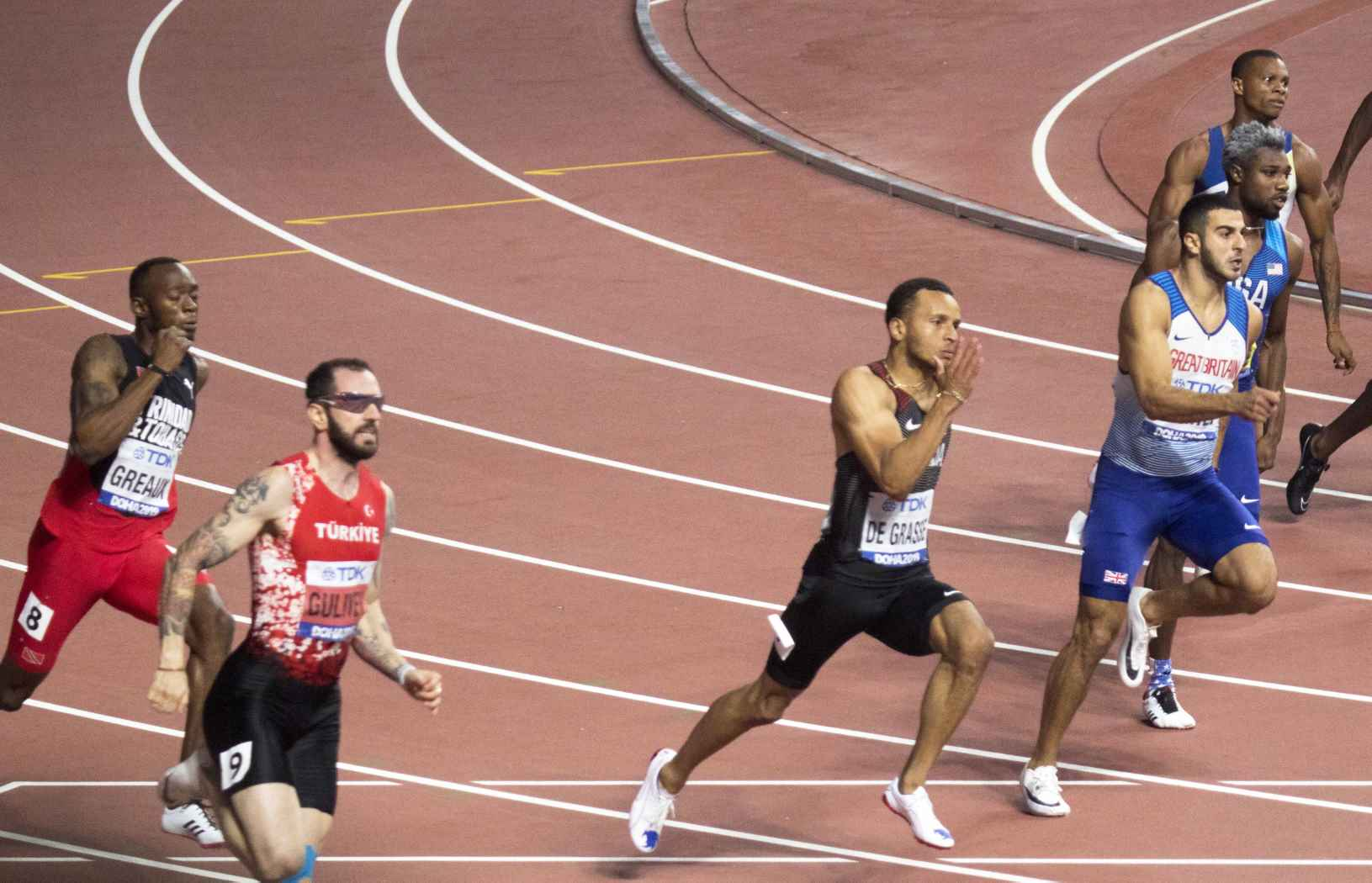
Kyle Greaux (ganz links) Rang acht in 20,65 s

### Lauf 2
9. August 2017, 21:04 Uhr (22:04 Uhr MESZ)

Wind: −0,3 m/s
| Platz | Bahn | Name                   | Land                | Zeit (s) |
| ----- | ---- | ---------------------- | ------------------- | -------- |
| 1     | 5    | Jereem Richards        | Trinidad und Tobago | 20,14    |
| 2     | 9    | Abdul Hakim Sani Brown | Japan               | 20,43    |
| 3     | 7    | Yohan Blake            | Jamaika             | 20,52    |
| 4     | 6    | Sydney Siame           | Sambia              | 20,54    |
| 5     | 4    | Kyree King             | USA                 | 20,59    |
| 6     | 8    | Ján Volko              | Slowakei            | 20,61    |
| 7     | 3    | Zharnel Hughes         | Großbritannien      | 20,85    |
| 8     | 2    | Alex Wilson            | Schweiz             | 21,22    |

Im zweiten Halbfinale ausgeschiedene Sprinter:

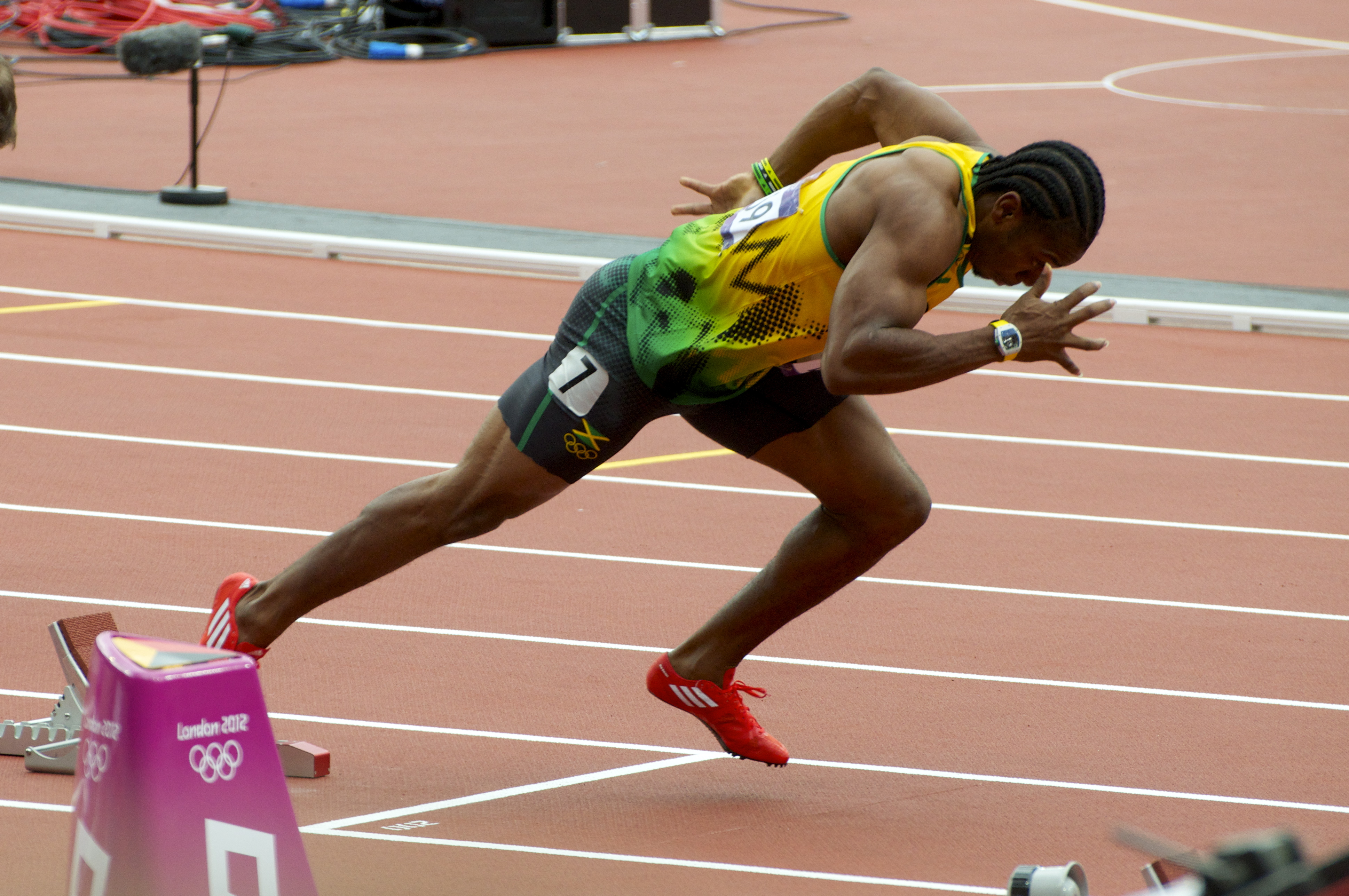
Yohan Blake Rang drei in 20,52 s
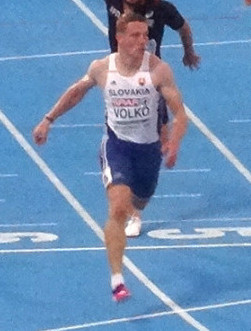
Ján Volko Rang sechs in 20,61 s
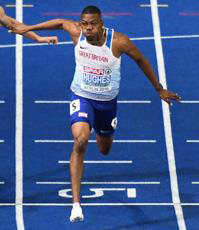
Zharnel Hughes Rang sieben in 20,85 s
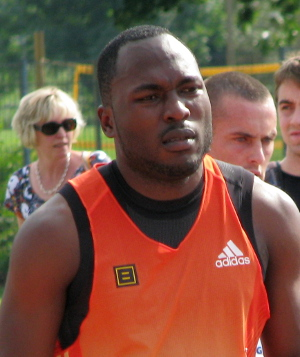
Alex Wilson Rang acht in 21,22 s

### Lauf 3

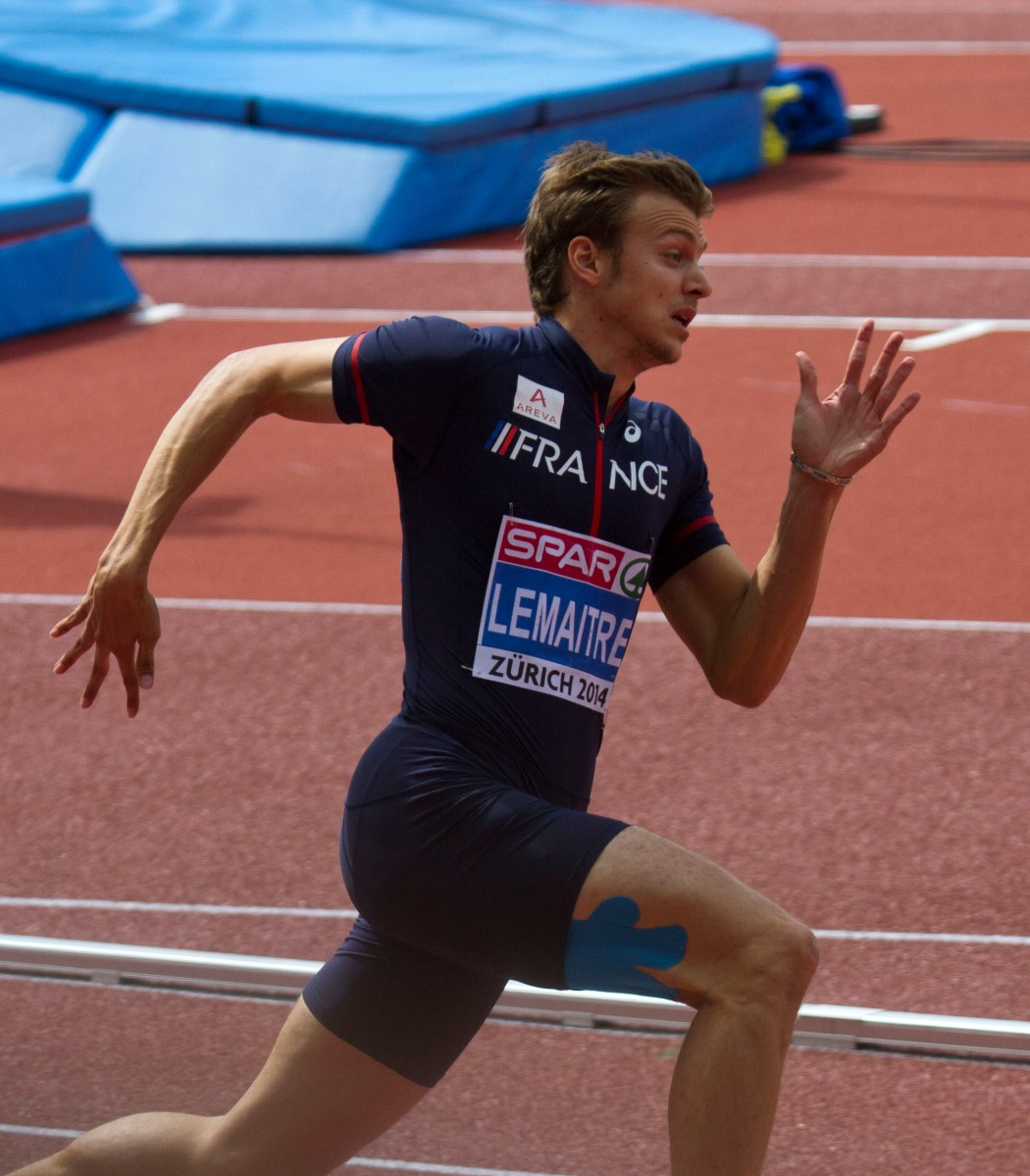
Christophe Lemaitre, 2016 Olympiadritter – ausgeschieden als Vierter in 20,30 s
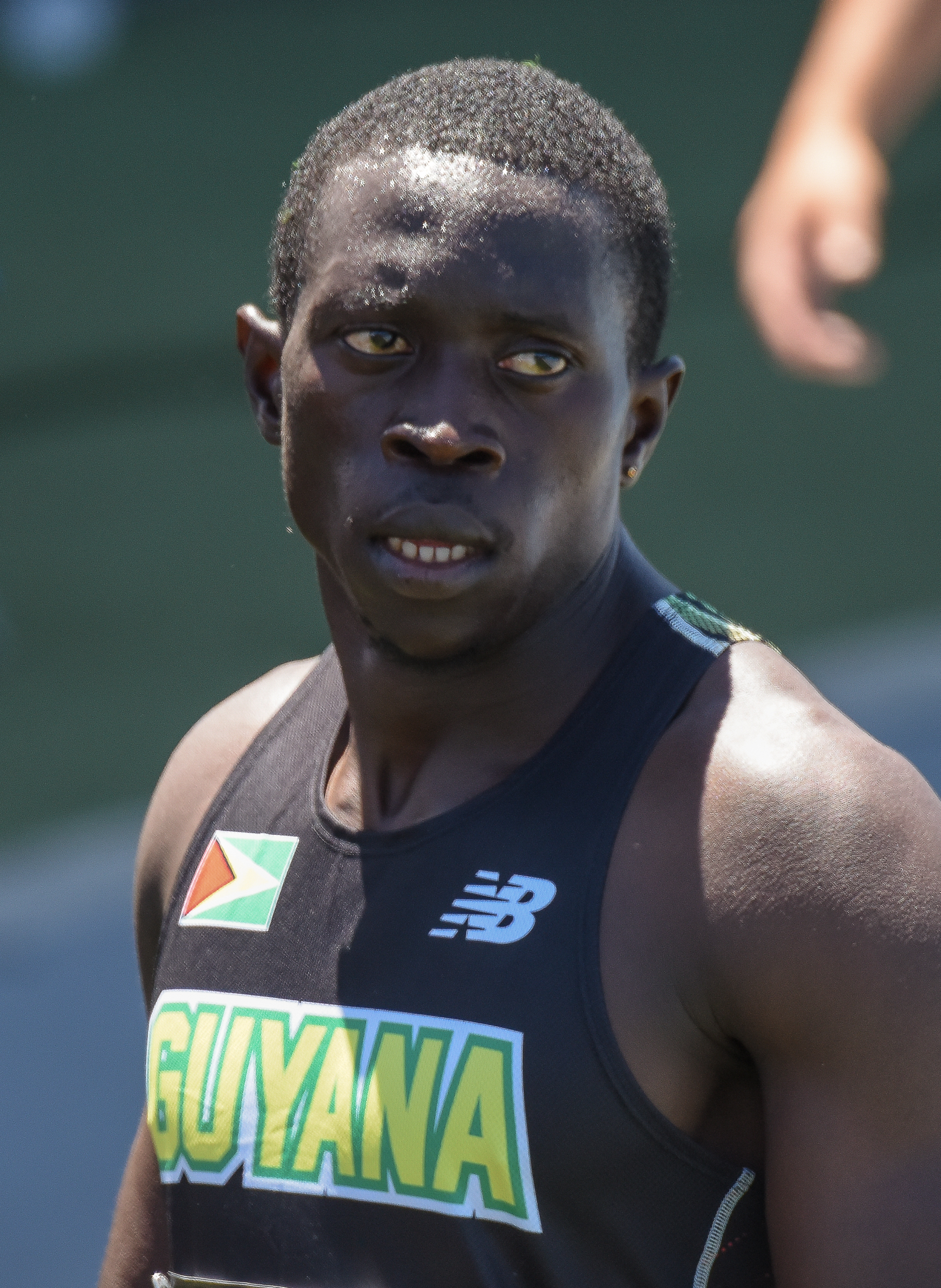
Winston George – ausgeschieden als Siebter in 20,74 s
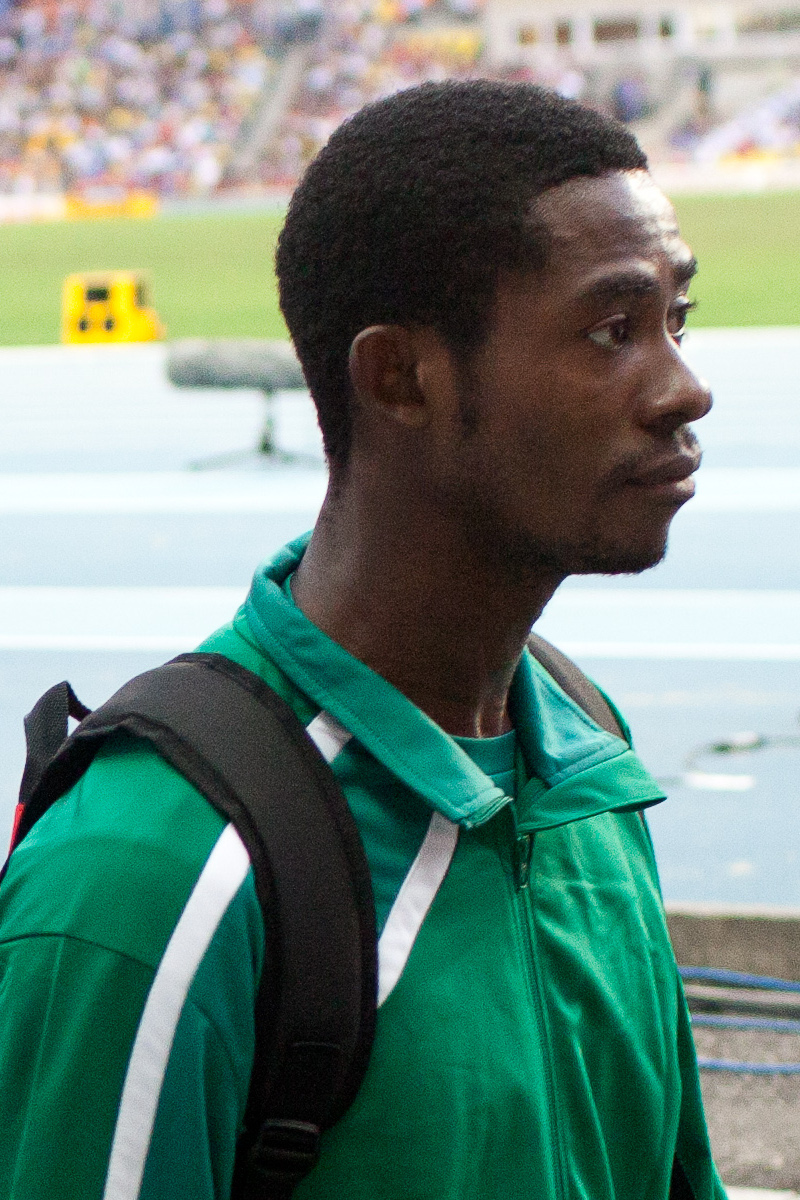
Hua Wilfried Koffi – ausgeschieden als Achter in 20,80 s

9. August 2017, 21:13 Uhr (22:13 Uhr MESZ)

Wind: +0,3 m/s
| Platz | Bahn | Name                        | Land           | Zeit (s) |
| ----- | ---- | --------------------------- | -------------- | -------- |
| 1     | 4    | Ramil Guliyev               | Türkei         | 20,17    |
| 2     | 5    | Ameer Webb                  | USA            | 20,22    |
| 3     | 5    | Wayde van Niekerk           | Südafrika      | 20,28    |
| 4     | 8    | Christophe Lemaitre         | Frankreich     | 20,30    |
| 5     | 7    | Daniel Talbot               | Großbritannien | 20,38    |
| 6     | 9    | Lykourgos-Stefanos Tsakonas | Griechenland   | 20,73    |
| 7     | 2    | Winston George              | Guyana         | 20,74    |
| 8     | 3    | Hua Wilfried Koffi          | Elfenbeinküste | 20,80    |

## Finale
10. August 2017, 21:52 Uhr Ortszeit (22:52 Uhr MESZ)

Wind: −0,1 m/s
Der Dominator der Sprintstrecken Usain Bolt aus Jamaika ließ seine Karriere in diesem Jahr ausklingen und nahm nur noch über 100 Meter an diesen Weltmeisterschaften teil. Seit 2008 hatte er ununterbrochen bei allen Weltmeisterschaften und Olympischen Spielen über 200 Meter triumphiert und auch den Weltrekord in seinen Besitz gebracht. Ohne ihn war der Ausgang dieses Rennens ziemlich offen. Die drei bei den letzten Weltmeisterschaften nach Bolt platzierten Läufer – der US-Amerikaner Justin Gatlin (nur über 100 Meter am Start), der Südafrikaner Anaso Jobodwana (kein Start bei diesen Weltmeisterschaften) und Alonso Edward aus Panama (im Vorlauf ausgeschieden) – waren in diesem Finale nicht vertreten. Auch der Olympiazweite und der Olympiadritte von 2012 Yohan Blake und Warren Weir, beide aus Jamaika, waren hier in London bereits im Halbfinale bzw. dem Vorlauf gescheitert. Der Olympiadritte von 2016 Christophe Lemaitre war ebenfalls schon im Halbfinale ausgeschieden.
So eröffneten sich hier Chancen für eine neue Sprintergeneration. Im Halbfinale lagen die Zeiten der besten Läufer sehr eng zusammen. Fünf Athleten waren schneller als 20,20 Sekunden gelaufen. Der US-Amerikaner Isiah Young war mit 20,12 s der schnellste Halbfinalist, danach folgten Jereem Richards aus Trinidad und Tobago, Isaac Makwala aus Botswana, der türkische Vizeeuropameister Ramil Guliyev und der Brite Nethaneel Mitchell-Blake. Sehr zu beachten war auch der Südafrikaner Wayde van Niekerk, hier bereits Weltmeister über 400 Meter, darüber hinaus aktueller Olympiasieger und Weltrekordler über 400 Meter.
Das Rennen war eng bis zum letzten Meter. Aus der Zielkurve heraus lagen mit van Niekerk, Guliyev und Makwala drei Läufer fast auf gleicher Höhe an der Spitze. Mit minimalem Abstand folgten ebenfalls fast gleichauf Richards, der US-Amerikaner Webb und der Japaner Abdul Hakim Sani Brown. Auf der Zielgeraden erarbeitete sich zunächst van Niekerk eine hauchdünne Führung vor Guliyev, während Makwala jetzt viel Boden verlor. Immer weiter nach vorn kam dagegen Richards. Mit den letzten Schritten hatte Ramil Guliyev das größte Stehvermögen und siegte in 20,09 s mit zwei Hundertstelsekunden Vorsprung vor Wayde van Niekerk. Nur eine Tausendstelsekunde hinter dem Südafrikaner gewann Jereem Richards die Bronzemedaille. Mit etwas mehr als zwei weiteren Zehntelsekunden Rückstand belegte Nethaneel Mitchell-Blake Platz vier vor Ameer Webb, Isaac Makwala und Abdul Hakim Sani Brown. Isiah Young kam auf den achten Rang.
| Platz | Bahn | Athlet                   | Land                | Offizielle Zeit (s) | Resultat in Tausendstel- sekunden (inoffiziell) |
| ----- | ---- | ------------------------ | ------------------- | ------------------- | ----------------------------------------------- |
|       | 5    | Ramil Guliyev            | Türkei              | 20,09               |                                                 |
|       | 3    | Wayde van Niekerk        | Südafrika           | 20,11               | 20,106                                          |
|       | 7    | Jereem Richards          | Trinidad und Tobago | 20,11               | 20,107                                          |
| 4     | 2    | Nethaneel Mitchell-Blake | Großbritannien      | 20,24               |                                                 |
| 5     | 9    | Ameer Webb               | USA                 | 20,26               |                                                 |
| 6     | 6    | Isaac Makwala            | Botswana            | 20,44               |                                                 |
| 7     | 8    | Abdul Hakim Sani Brown   | Japan               | 20,63               |                                                 |
| 8     | 4    | Isiah Young              | USA                 | 20,64               |                                                 |

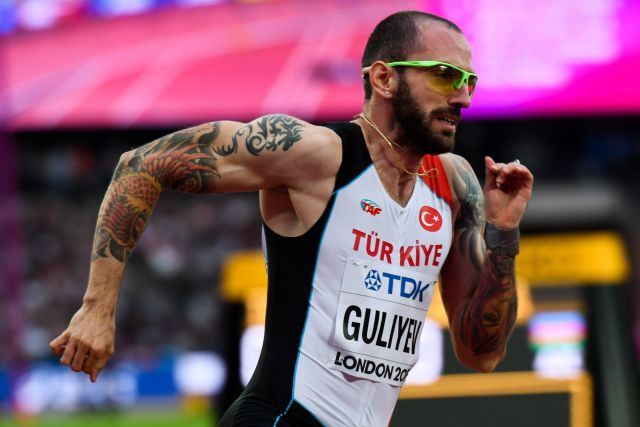
Weltmeister Ramil Guliyev, Türkei
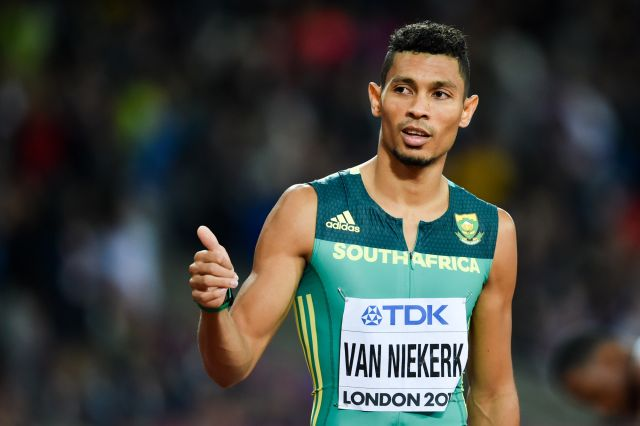
Vizeweltmeister Wayde van Niekerk, Südafrika
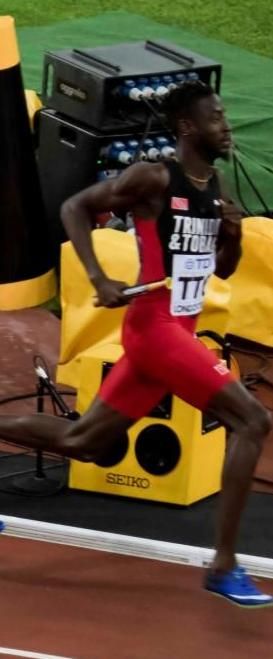
Bronzemedaillengewinner Jareem Richards aus Trinidad und Tobago
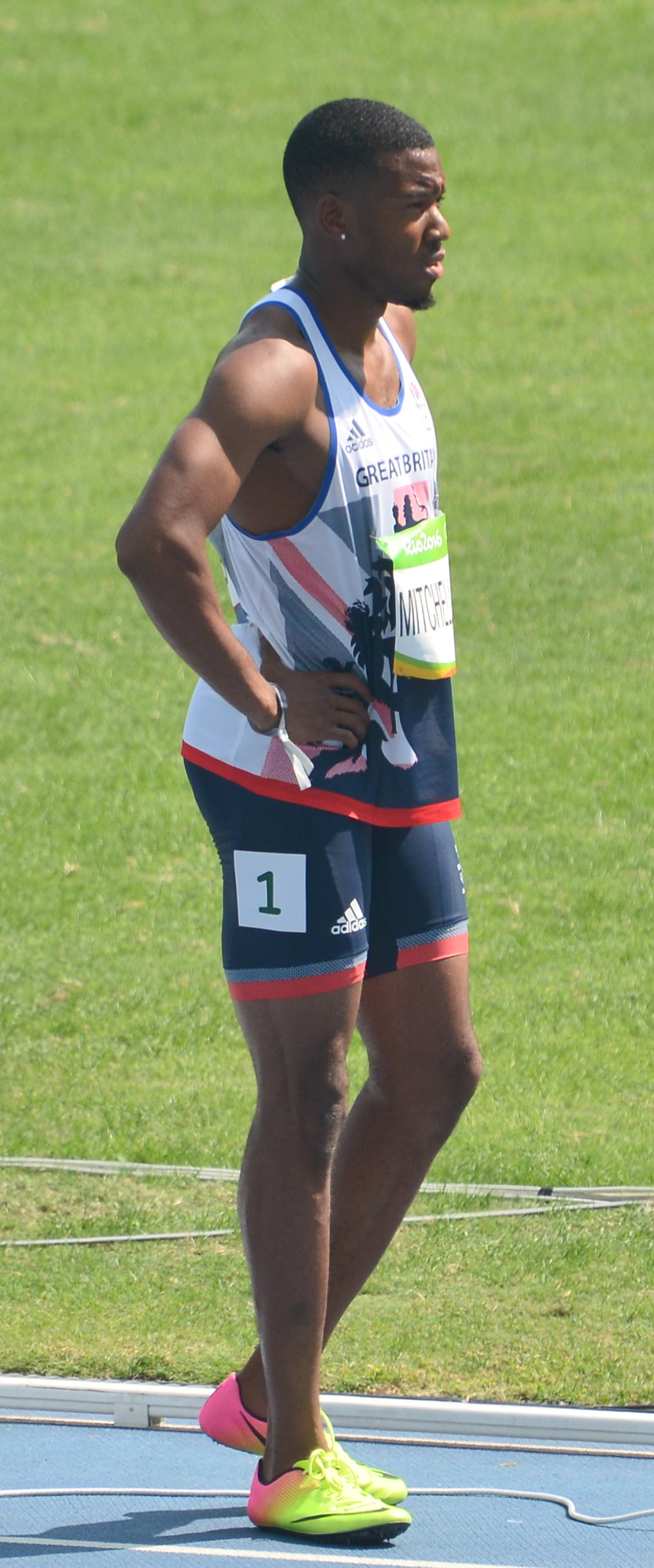
Der Brite Nethaneel Mitchell-Blake belegte Rang vier
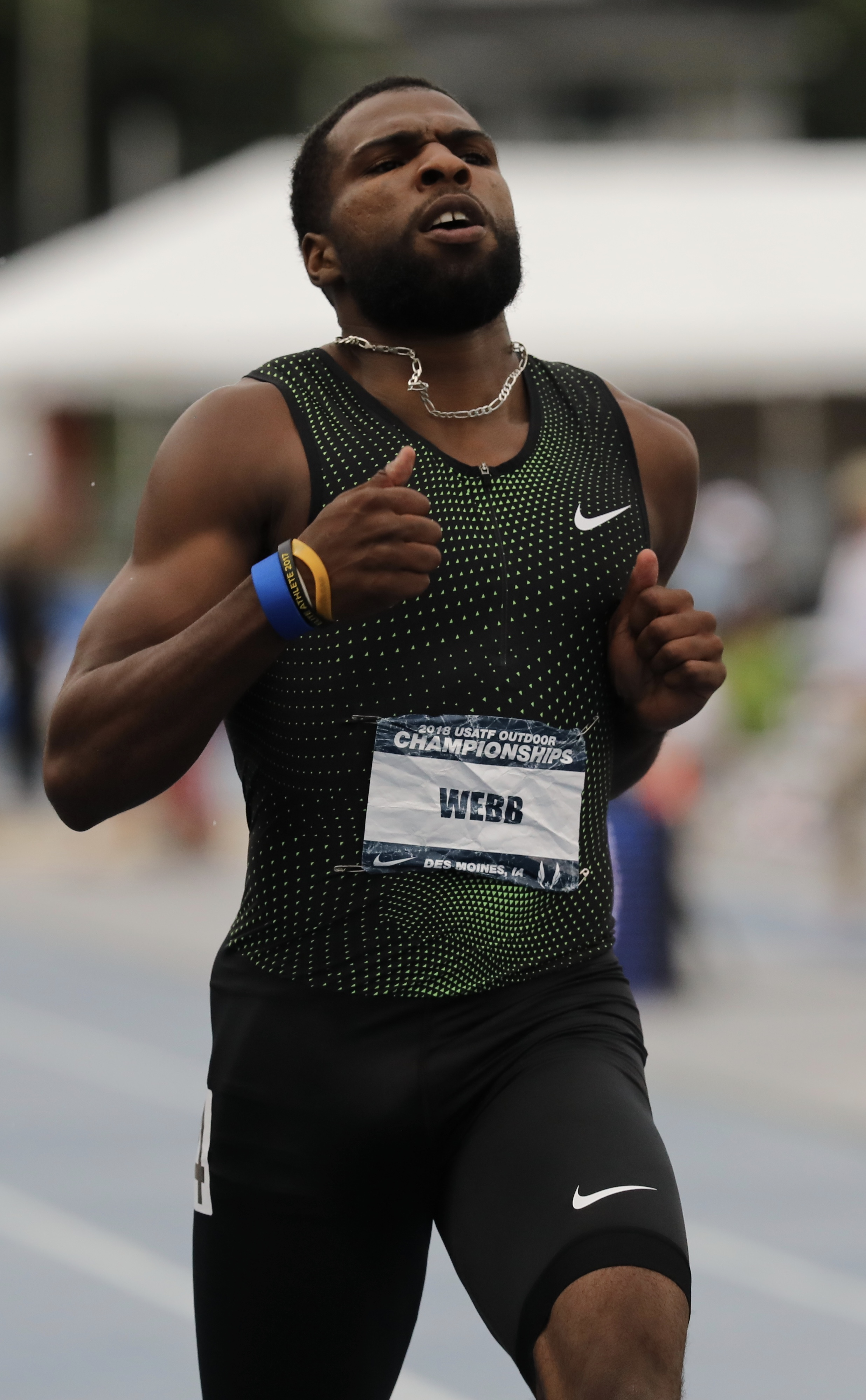
Der US-Amerikaner Armeer Webb wurde Fünfter
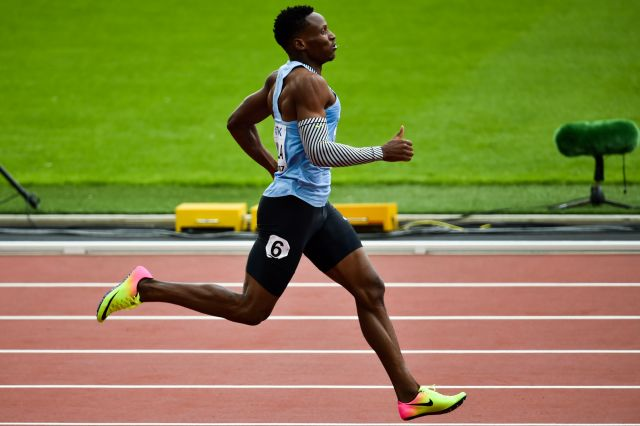
Isaac Makwala aus Botswana kam auf den sechsten Platz
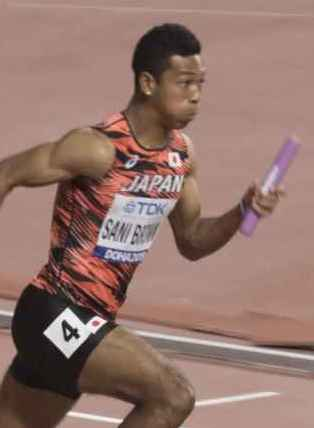
Der siebtplatzierte Japaner Abdul Hakim Sani Brown
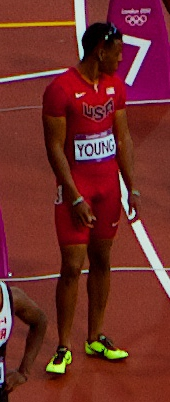
Rang acht für den US-Amerikaner Isah Young

## Video
- Ramil Guliyev shocks Wayde van Niekerk to win 200 m title at IAAF Worlds, youtube.com, abgerufen am 25. Februar 2021